# Cheyne Capital
Pour les articles homonymes, voir Cheyne.
Cheyne Capital est un fonds d'investissement alternatif.

## Historique
Cheyne a été fondée en 1999 par Jonathan Lourie et Stuart Fiertz, qui sont actuellement respectivement Directeur Exécutif et Président de Cheyne Importante Management (UK) LLP . Cheyne Capital a créé son premier fond durant l'année 2000, il se spécialise aujourd'hui sur des fonds en crédit corporate, équity et equity-linked.  Cheyne est un des plus importants gestionnaires alternatifs d'actifs en Europe avec des mandats de gestion provenant de fonds pensions, de fondations, de family offices et de fonds de fonds. Le groupe emploie actuellement approximativement 140 personnes, et ses bureaux principaux se trouvent à Londres, New York et Bermudes.
Cheyne Importante Management (UK) LLP est autorisée et surveillée par l'Autorité de Services Financiers du Royaume-Uni.

## Prix

### 2010
- EuroHedge Awards[3] – Credit & Distressed Category (Cheyne Real Estate Debt)

### 2008
- Creditflux Manager Awards[4] - Manager of the Year (Cheyne Capital Management)
- Creditflux Manager Awards - Best Synthetic Equity CDO (Cheyne CSO prog series 6-1)
- Creditflux Manager Awards - Best Long Short Credit Hedge Fund/Multi-Strategy (Cheyne Long Short Credit Fund)

### 2007
- Creditflux Manager Awards[5] - Best Synthetic Equity CDO (Cheyne CSO Programme CDO5)
- Creditflux Manager Awards - Best Structured Credit Fund/Correlation (Cheyne Total Return Credit Fund)